# Primera División (1942/1943)
Primera División 1942/1943 był dwunastym sezonem w najwyższej klasie rozgrywkowej w Hiszpanii. Trwał on od 27 września 1942 do 4 marca 1943. W sezonie udział wzięło 14 drużyn, rozegrano 26 kolejek. Mistrzem kraju został Athletic Bilbao.

## Tabela
| Legenda do tabeli              |
| Mistrz                         |
| Zdobywca Copa del Rey          |
| Spadkowicz do Segunda División |

| Miejsce | Klub                | Kolejka | Wygranych | Remisów | Przegranych | Gole strzelone | Gole stracone | Różnica | Punkty |
| ------- | ------------------- | ------- | --------- | ------- | ----------- | -------------- | ------------- | ------- | ------ |
| 1       | Athletic Bilbao     | 26      | 16        | 4       | 6           | 73             | 38            | 35      | 36     |
| 2       | Sevilla FC          | 26      | 15        | 3       | 8           | 63             | 47            | 16      | 33     |
| 3       | FC Barcelona        | 26      | 14        | 4       | 8           | 77             | 50            | 27      | 32     |
| 4       | CD Castellón        | 26      | 13        | 5       | 8           | 41             | 43            | -2      | 31     |
| 5       | Celta Vigo          | 26      | 14        | 2       | 10          | 52             | 50            | 2       | 30     |
| 6       | Real Oviedo         | 26      | 12        | 4       | 10          | 53             | 63            | -10     | 28     |
| 7       | Valencia CF         | 26      | 10        | 7       | 9           | 58             | 45            | 13      | 27     |
| 8       | Atlético Madryt     | 26      | 11        | 5       | 10          | 54             | 44            | 10      | 27     |
| 9       | Deportivo La Coruña | 26      | 7         | 12      | 7           | 35             | 32            | 3       | 26     |
| 10      | Real Madryt         | 26      | 10        | 5       | 11          | 52             | 50            | 2       | 25     |
| 11      | Espanyol Barcelona  | 26      | 9         | 6       | 11          | 45             | 51            | -6      | 24     |
| 12      | Granada CF          | 26      | 9         | 4       | 13          | 56             | 68            | -12     | 22     |
| 13      | Real Saragossa      | 26      | 2         | 9       | 15          | 25             | 57            | -32     | 13     |
| 14      | Real Betis          | 26      | 2         | 6       | 18          | 28             | 74            | -46     | 10     |

## Objaśnienia
- 1. - Athletic Bilbao

### Spadek doSegunda División
- Real Saragossa
- Real Betis

### Awans doPrimera División
- Real Sociedad
- CE Sabadell

### ZdobywcaTrofeo Pichichi
- Mariano Martín - FC Barcelona - 30 goli.